# Achille Desurmont
Achille Desurmont (Tourcoing, França, 23 de dezembro de 1828 – Thury-en-Valois,23 de julho de 1898) foi um escritor ascético redentorista francês.

## Vida
Frequentou primeiro o colégio dos jesuítas em Brugelette, Bélgica, e depois (1848) o colégio teológico de Cambrai. Atraído pelo estado religioso, foi recebido na Congregação do Santíssimo Redentor em 1850, fez a profissão no ano seguinte e foi ordenado sacerdote em 24 de setembro de 1853.
Foi nomeado prefeito dos estudantes e professor de teologia, cargos que manteve até 1865, quando se tornou superior da província francesa. Sob seus cuidados multiplicaram-se os súditos e as fundações; a congregação se espalhou pela Espanha pela segunda vez e ele fez fundações no Peru, Equador, Chile e Colômbia na América do Sul.
Ele foi forçado a transferir seus numerosos religiosos da França para a Holanda. Ao retornar à França, ele logo organizou missões e retiros como antes. Em 1887, foi-lhe confiado o trabalho de Visitador Apostólico das Irmãzinhas dos Pobres. Aos setenta anos foi novamente nomeado provincial. Embora com a saúde debilitada, ele começou a trabalhar, mas o resultado foi um colapso total.

## Obras
Ele foi o fundador (1875) da revista ascética "La Sainte Famille", e um colaborador constante dela. Suas obras são editadas em três séries:
1. Vie Chrétienne. - "L'Art d' assurer son Salut"; "Le Credo et la Providence"; "Le Monde et l'Evangile"; "La Vie vraiment chrétienne"; "Dévotions de l'âme chrétienne"; "Le Vén. Passarat et les Rédemptoristes".
2. Vie Religieuse. - "Exercises Spirituels" (Retraites). - "Renouvellements spirituels" (Retraites); "Conversion quotidienne et retour continuel à Dieu" (Retraites); "Une Vertu pour chaque mois de l'année"; "La Vie vraiment religieuse"; "Manuel de méditations quotidiennes".
3. Vie Sacerdotale. - "Dieu et la parole de Dieu"; "Discours et plans de retraites ecclésiastiques"; "L'esprit Apostolique"; "L'art de sauver les âmes"; "La charité sacerdotale" (Paris, Libraire de la "Sainte Famille", 1907–8)